# 黄胁啄花鸟
黄胁啄花鸟（学名：Dicaeum aureolimbatum），是啄花鸟科啄花鸟属的一种，为印度尼西亚的特有种。该物种的保护状况被评为无危。
黄胁啄花鸟的平均体重约为8.1克。栖息地包括种植园、亚热带或热带的湿润低地林、亚热带或热带的（低地）湿润疏灌丛、乡村花园和城市。